# Sexta Avenida (Manhattan)
La Sexta Avenida (Sixth Avenue, en inglés) es una avenida de Manhattan, en Nueva York, Estados Unidos. Su nombre oficial fue cambiado en 1945 por Avenue of the Americas, bajo el mandato de Fiorello LaGuardia, pero los neoyorquinos raramente la mencionan así. Presenta así dos placas diferentes, una indicando Sixth Avenue y la otra Avenue of the Americas.
La Sexta Avenida se extiende desde el extremo norte de Manhattan, en el Uptown, hasta Church Street, situada algunos edificios bajo Canal Street. La Sexta Avenida atraviesa virtualmente Central Park, parándose en la calle 59, y continuando a nivel de la calle 110; la Sexta Avenida pasa a llamarse entonces Lenox Avenue (o Malcolm X Boulevard) en Harlem y al norte de Manhattan. A la altura de la calle 59, tres estatuas de bronce de Simón Bolívar, José de San Martín y José Martí, marcan la entrada a Central Park.
Por lo que concierne al Metro, la Sexta Avenida está comunicada por la IND Sixth Avenue Line (B, D, F y V). El Port Authority Trans-Hudson, que llega a Nueva Jersey pasa también bajo la Sexta Avenida. Antes la IRT Sixth Avenue Line, línea aérea cogía la Sexta Avenida, y la ensombrecía, lo que reducía su valor inmobiliario. La avenida fue reconstruida durante los años 60, para acoger las sedes de numerosas empresas en los rascacielos de estilo Internacional.
Entre los lugares más emblemáticos de la Sexta Avenida se encuentran el Radio City Music Hall, situado en el Rockefeller Center, la mayor tienda del mundo, Macy's, situada en la calle 34, Herald Square (intersección entre la Sexta Avenida, Broadway y la calle 34) o también el Exxon Building.
En el plan de transformación original de LaGuardia, la Avenida de las Américas debía iniciarse en Battery Park, continuar por calle Greenwich, Trinity Place, calle Church, para luego continuar por la sexta avenida.